# Game Arts
Game Arts (ゲームアーツ, Gemu Atsu) é uma desenvolvedora de jogos eletrônicos localizada em Tokyo, Japão. Originalmente estabelecida em 1985 como companhia de programação para computador, ela então expandiu seus negócios para produzir jogos para console e sistemas de consoles portáteis.
Vigiada pelo Presidente e CEO Hirokazu Miyazi, a filosofia da companhia é criar "jogos novos, inovadores, e interessantes", bem como os jogos de exposição que podem ser considerados " formas da arte", tanto como desenvolvedora como produtora. A Game Arts é membro da Computer Entertainment Supplier's Association do Japão (CESA), e parceira maior incluindo a Square Enix, Bandai, Koei, e Gung-Ho Online Entertainment, alguns dos quais co-desenvolveram ou produziram jogos em cooperação com a companhia.
A companhia produziu inúmeros jogos de vários gêneros,começando com o jogo de ação Thexder para pcs em 1985. Um número de jogos tradicionais e relacionados a Mahjong também foram produzidos para públicos japoneses. No mundo Ocidental, a Game Arts é melhor conhecida como produtora da série Lunar e Grandia de jogos de rpg para console, bem como a linha Gungriffon de jogos de estratégia. Um pouco do seu pessoal ajudou no desenvolvimento preliminar do título do Nintendo Wii, Super Smash Bros. Brawl.